# Dean Cundey
Dean Cundey (Alhambra, 12 marzo 1946) è un direttore della fotografia statunitense.
Ha lavorato in numerosi film di rilievo e ha spesso collaborato con i registi John Carpenter e Robert Zemeckis. 
Nel 1989 ha ricevuto una candidatura all'Oscar per Chi ha incastrato Roger Rabbit. Ha anche girato un film da regista, Tesoro, ci siamo ristretti anche noi, nel 1997.

## Filmografia parziale
- Ilsa, la belva del deserto (Ilsa, Harem Keeper of the Oil Sheiks), regia di Don Edmonds (1976)
- Halloween - La notte delle streghe (Halloween), regia di John Carpenter (1978)
- Angels' Brigade, regia di Greydon Clark (1979)
- Fog (The Fog), regia di John Carpenter (1980)
- 1997: Fuga da New York (Escape from New York), regia di John Carpenter (1981)
- Il signore della morte (Halloween II), regia di  Rick Rosenthal (1981)
- La cosa (The Thing), regia di John Carpenter (1982)
- Halloween III - Il signore della notte (Halloween III: Season of the Witch), regia di Tommy Lee Wallace (1982)
- Psycho II, regia di Richard Franklin (1983)
- All'inseguimento della pietra verde (Romancing the Stone), regia di Robert Zemeckis (1984)
- Ritorno al futuro (Back to the Future), regia di Robert Zemeckis (1985)
- Allarme rosso (Warning Sign), regia di Hal Barwood (1985)
- Grosso guaio a Chinatown (Big Trouble in Little China), regia di John Carpenter (1986)
- Chi ha incastrato Roger Rabbit (Who Framed Roger Rabbit), regia di Robert Zemeckis (1988)
- Ritorno al futuro - Parte II (Back to the Future: Part II), regia di Robert Zemeckis (1989)
- Ritorno al futuro - Parte III (Back to the Future: Part III), regia di Robert Zemeckis (1990)
- Hook - Capitan Uncino (Hook), regia di Steven Spielberg (1991)
- La morte ti fa bella (Death Becomes Her), regia di Robert Zemeckis (1992)
- Jurassic Park, regia di Steven Spielberg (1993)
- Apollo 13, regia di Ron Howard (1995)
- Flubber - Un professore fra le nuvole (Flubber), regia di Les Mayfield (1997)
- What Women Want - Quello che le donne vogliono (What Women Want), regia di Nancy Meyers (2000)
- Looney Tunes: Back in Action, regia di Joe Dante (2003)
- Garfield - Il film (Garfield), regia di Peter Hewitt (2004)
- L'amore non va in vacanza (The Holiday), regia di Nancy Meyers (2006)
- Scooby-Doo! La maledizione del mostro del lago (Scooby-Doo! Curse of the Lake Monster), regia di Brian Levant - film TV (2010)
- Walking with the Enemy, regia di Mark Schmidt (2013)
- 40 sono i nuovi 20 (Home Again), regia di Hallie Meyers-Shyer (2017)